# Markove, Dobrovelîcikivka
Markove (în ucraineană Маркове) este localitatea de reședință a comunei Markove din raionul Dobrovelîcikivka, regiunea Kirovohrad, Ucraina.

## Demografie
Componența lingvistică a localității Markove
     Ucraineană (96,6%)
     Română (1,85%)
     Rusă (1,54%)
Conform recensământului din 2001, majoritatea populației localității Markove era vorbitoare de ucraineană (96,6%), existând în minoritate și vorbitori de română (1,85%) și rusă (1,54%).